# Cheshire (EP)
Cheshire (estilizado en mayúsculas como CHESHIRE) es el sexto EP del grupo femenino surcoreano Itzy, publicado el 30 de noviembre de 2022 por JYP Entertainment y distribuido por Dreamus. El álbum contiene cuatro pistas, incluido su sencillo digital completamente en inglés bajo el nombre de «Boys Like You» y el sencillo principal titulado «Cheshire».

## Antecedentes
El 8 de noviembre de 2022, a través de las redes oficiales del grupo y de su compañía discográfica JYP Entertainment, se anunció de manera sorpresiva el lanzamiento de un nuevo miniálbum de Itzy, mediante la publicación de una imagen conceptual bajo el título de 'Cheshire', además de un completo cronograma de publicaciones y actividades vinculadas al nuevo trabajo musical, confirmando como fecha de lanzamiento del nuevo EP el día 30 de noviembre de 2022, en conjunto con el vídeo musical de su sencillo principal. El álbum llega cuatro meses después de su anterior lanzamiento, el miniálbum Checkmate y su sencillo «Sneakers».
El 9 de noviembre fue publicado un primer vídeo conceptual de 24 segundos de duración de las miembros del grupo, mientras que al día siguiente se publicó una primera foto grupal.

## Lista de canciones
| CD / Descarga digital |                 |                                                                                 |                                                                                     |                                    |          |  |
| N.º                   | Título          | Letras                                                                          | Música                                                                              | Arreglo                            | Duración |  |
| 1.                    | «Cheshire»      | Hwang Su Min (153/Joombas), Jeong Ha Ri                                         | Tim Tan, Ciara Muscat, Josefin Glenmark, JAR (153/Joombas), Justin Reinstein, JJEAN | Tim Tan, Justin Reinstein          | 3:02     |  |
| 2.                    | «Snowy»         | Jang Jung Won (Jamfactory)                                                      | Stian Nyhammer Olsen, Julia Bognar Finnseter, Paulos Solbo, Joshua Leung            | Stian Nyhammer Olsen, Joshua Leung | 2:53     |  |
| 3.                    | «Freaky»        | Moon Seo Lee                                                                    | Jacob "Ontrackz" Andersson, Molly Rosenström                                        | Jacob "Ontrackz" Andersson         | 2:55     |  |
| 4.                    | «Boys Like You» | Didrik Thott, Hayley Aitken, Sara Davis, Ellie Suh (153/Joombas), 이주희 (MUMW) | Didrik Thott, Sebastian Thott, Hayley Aitken                                        | Sebastian Thott                    | 3:43     |  |
| 12:33                 |                 |                                                                                 |                                                                                     |                                    |          |  |

## Reconocimientos

### Premios y nominaciones
| Año  | Evento                    | Premio                     | Resultado | Ref.  |
| ---- | ------------------------- | -------------------------- | --------- | ----- |
| 2022 | Circle Chart Music Awards | Álbum del año - 4.º cuarto | Ganador   | [ 8 ] |

## Historial de lanzamiento
| País          | Fecha                   | Formato                         | Discográfica      |
| ------------- | ----------------------- | ------------------------------- | ----------------- |
| Corea del Sur | 30 de noviembre de 2022 | CD, Descarga digital, streaming | JYP Entertainment |